# Harm Ottenbros
Harm Ottenbros, född den 27 juni 1943 i Alkmaar, död den 4 maj 2022 i Strijen, var en nederländsk landsvägscyklist som blev världsmästare i linjelopp 1969. Därtill vann han två etapper i Tour de Suisse (1967 och 1968) och en etapp i vardera Tour of Belgium (1969, han vann även poängtävlingen detta år) och Tour de Luxembourg (1970).